# 謝金
| ウィキペディアには「謝金」という見出しの百科事典記事はありません（タイトルに「謝金」を含むページの一覧/「謝金」で始まるページの一覧）。 代わりにウィクショナリーのページ「謝金」が役に立つかもしれません。 |